# Devastante (Olly e Jvli)
Devastante è un singolo del cantautore italiano Olly e del produttore discografico italiano Jvli, pubblicato l'8 marzo 2024 come secondo estratto dal secondo album in studio collaborativo Tutta vita.

## Descrizione
Il brano, scritto dallo stesso Olly, è prodotto da Julien Boverod, in arte Jvli.
Il brano parla di un sentimento intenso e travolgente, probabilmente legato all'amore o a una relazione, che ha un impatto forte sulla vita della persona. Federico descrive una situazione emotiva che ha una componente sia positiva che negativa: da un lato l'intensità dei sentimenti è appagante e coinvolgente, ma dall'altro è anche qualcosa che può essere difficile da gestire, quasi distruttiva. Il titolo Devastante suggerisce che il protagonista è travolto da queste emozioni al punto da sentirsi sopraffatto, ma allo stesso tempo attratto da questa forza.
Il tema del brano riflette l'idea di un amore o di un'attrazione così potente da destabilizzare chi lo prova, con un mix di vulnerabilità e passione.

## Video musicale
Il video musicale, diretto da Amedeo Zancanella, è stato pubblicato in concomitanza all'uscita del singolo attraverso il canale YouTube di Olly.

## Tracce
Testi di Federico Olivieri, musiche di Julien Boverod e Luca Di Biasi.
1. Devastante – 3:10

## Classifiche

### Classifiche settimanali
| Classifica (2024) | Posizione massima |
| ----------------- | ----------------- |
| Italia            | 10                |

### Classifiche di fine anno
| Classifica (2024) | Posizione |
| ----------------- | --------- |
| Italia            | 13        |